# Mesoplatypalpus
Mesoplatypalpus – wymarły rodzaj owadów z rzędu muchówek i rodziny Hybotidae, obejmujący tylko jeden znany gatunek: Mesoplatypalpus carpenteri.
Rodzaj i gatunek opisane zostały w 1999 roku przez Davida A. Grimaldiego i Jeffreya M. Cumminga. Opisu dokonano na podstawie inkluzji samicy, pochodzącej z kampanu w kredzie. Odnaleziono ją w jeziorze Cedar w kanadyjskiej Manitobie.
Muchówka ta miała ciało długości 2,01 mm przy tułowiu szerokości 0,62 mm. Głowa jej była zaokrąglona, o wąsko dychoptycznych oczach. Czułki zaopatrzone były w dwuczłonową aristę. Wierzch tułowia był kopulasto wypukły, ale nie garbowaty, na tarczce zaopatrzony w 8 szczecinek. Skrzydła miały 1,41 mm długości i zredukowane płaty analne. Ich użyłkowanie charakteryzowało się zakończoną tuż za wierzchołkiem żyłki radialnej R4+5 żyłką kostalną oraz brakiem drugiej gałęzi przedniej żyłki kubitalnej i żyłki analnej. Żeńskie narządy rozrodcze miały długi i spiczasty owiskapt.